# Zárubice
Zárubice (en allemand : Sarubitz) est une commune du district de Třebíč, dans la région de Vysočina, en République tchèque. Sa population s'élevait à 120 habitants en 2024.

## Géographie
Zárubice se trouve à 7,3 km au nord-est de Jaroměřice nad Rokytnou, à 12,5 km au sud-est de Třebíč, à 41,5 km au sud-est de Jihlava, à 56,5 km à l'ouest-sud-ouest de Brno et à 155 km au sud-est de Prague.
La commune est limitée par Dolní Vilémoviceau nord, par Odunec et Račice à l'est, par Myslibořice au sud et au sud-ouest, et par Lipník à l'ouest.

## Histoire
La première mention écrite de la localité date de 1349.

## Transports
Par la route, Zárubice se trouve à 9,5 km de Jaroměřice nad Rokytnou, à 14 km de Třebíč, à 46,5 km de Jihlava, à 62 km de Brno et à 178 km de Prague.